# Анджей Пшеницький
Анджей Пшеницький (пол. Andrzej Pszenicki; 29 листопада (10 грудня) 1869 — 5 серпня 1941) — видатний польський інженер-будівельник, автор численних мостів та інших сталевих конструкцій, автор Палацового мосту в Санкт-Петербурзі.

## Біографія
Народився 29 листопада (10 грудня) 1869 року в Паб'янице (нині Лодзьке воєводство, Польща, тоді Петроковська губернія, Російська імперія). Його батько Павел Пшеницький був власником невеликої ферми.
Навчався спочатку у Паб'яници, потім р. Пйотркув-Трибунальський. Закінчивши гімназію із золотою медаллю, Пшеницький продовжив своє навчання в Санкт-Петербурзі. В 1898 році він закінчив Інститут Шляхів Сполучення.
Відразу ж після закінчення університету почав працювати в Департаменті управління міськими мостами в Санкт-Петербурзі, де він працював з деякими перервами — до 1919 року. Почавши свою кар'єру з посади інженера-конструктора, Пшеницкий став головним інженером. За час роботи на цій посаді, Андрій Павлович взяв участь у проектуванні, будівництві та реконструкції 43 мостів — у тому числі 11 дерев'яних, 5 кам'яних мости і 27 сталевих мостів (в тому числі 4 розвідних).
Пшеницкий входив в число інженерів, які брали участь в проектуванні і будівництві Троїцького мосту через Неву.
Брав активну участь у житті парафії св. Катерини в Санкт-Петербурзі. У 1905 році був обраний синдіком приходу. За участю Пшеницького були відкриті три польські школи в Санкт-Петербурзі.

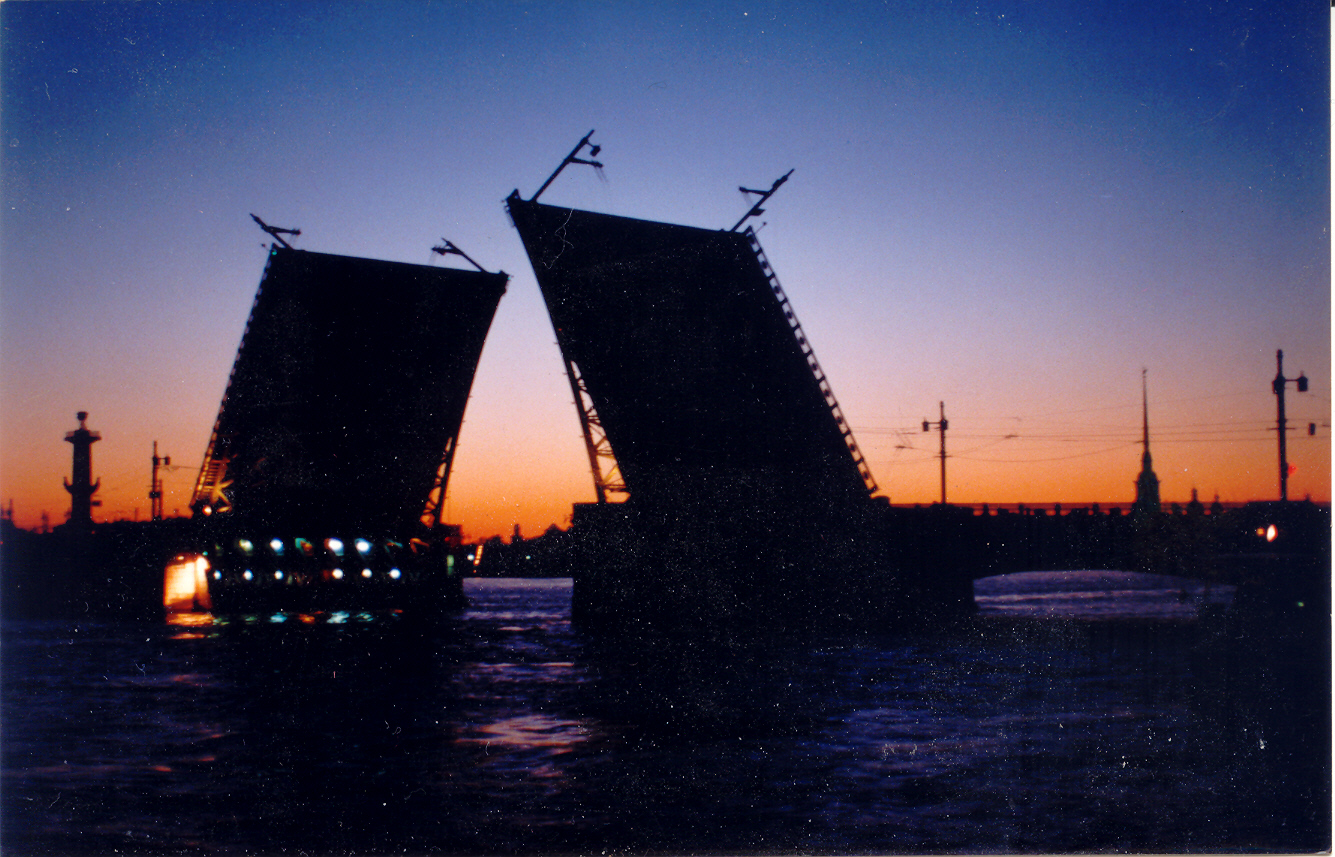
Розведений Палацовий міст

У 1908 році Анджей Пшеницький виграв міжнародний конкурс з проектування Палацового мосту в Санкт-Петербурзі.
Спільно з професором Н. А. Белелюбским розробляв проекти мостів через річку Волгу біля Казані (1911—1913) та близько Симбірська (1913—1916), міст через річку Мсту в Боровичах.
За роботу «Використання трьохшарнірних арок на розвідних мостах», заснованої на концепції розвідного прогону Палацового мосту, рада Інституту Інженерів Шляхів Сполучення присвоїв йому звання йому ад'юнкта. В Інституті Пшеницкий пройшов всі ступені — від асистента кафедри мостів (1901 рік), лектора (1908 рік) до професора (1916).
У 1915 році він став очолив кафедру мостів у Жіночому політехнічному інституті, а в 1916 році — кафедру в Інституті цивільних інженерів.
У 1919 році рада Інституту Інженерів Шляхів Сполучення нагородив Андрія Павловича золотою медаллю ім. Л. Ф. Ніколаї, яка присуджувалася раз в 10 років.
В кінці 1919 року він поїхав до Естонії, де до 1921 року займався відновленням зруйнованих у роки війни мостів і розробив проект мосту прольотом 110 м р. через Нарову в р. Нарва. Викладав на кафедрі мостів Ризького Технічного університету.
Після закінчення Радянсько-Польської війни, в 1921 році, Пшеницький приїхав до Варшави. У квітні 1921 року очолив кафедру будівництва мостів Варшавського Політехнічного інституту і керував їй до початку війни в 1939 році. У 1923-1929 роках Анджей Пшеницький обіймав посаду декана факультету цивільного будівництва, а в період з 1929 по 1932 року був ректором Варшавського Політехнічного інституту. У 1938 році рада інституту присудив йому ступінь почесного доктора. Пшеницький також викладав курс будівництва дерев'яних мостів в Офіцерській школі саперів, а з 1936 року у Військово-інженерному коледжі.
А. П. Пшеницький організував власне конструкторське бюро. У міжвоєнний період ним було розроблено ряд великих інноваційних і сталевих конструкцій. У 1932 році розпочато будівництво Центрального залізничного вокзалу у Варшаві, в проектуванні якого брав участь Анджей Пшеницький. Це було найбільше будівництво міжвоєнного періоду в Польщі — загальна вага сталі склав 4 630 тонн, а площа об'єкта — 2,5 га.
В 1936 році за його проектом був побудований перший у Польщі зварної залізничний міст через річку Дрвенцу на залізничній лінії Торунь-Серпц. У 1938 році був побудований залізнично-автомобільного мосту ім. Легіонів Пілсудського в Плоцьку (на момент споруди — найдовший міст у Польщі).
З 1923 року він був дійсним членом Академії технічних наук у Варшаві, був консультантом у Міністерстві громадських робіт, Міністерстві шляхів сполучення, компанії «До Rudzki & S-ка». З 1934 по 1939 рік А. Пшеницький займав пост президента Польської асоціації цивільних інженерів.
Він був нагороджений Хрестом Командора ордена Відродження Польщі і Хрестом Командора ордена Леопольда I.
А. П. Пшеницький помер у Варшаві 5 серпня 1941 року. Похований на варшавському цвинтарі Повонзки.
Іменем Пшеницького названа вулиця у варшавському районі Мокотов.

## Наукові роботи
- Залізні мости (1928)
- Курс будівництва мостів (1938)
- Дерев'яні мости (1938)
- Клепані сталеві мости (1954, опублікована посмертно).

## Споруди
- Троїцький міст через річку Неву, Санкт-Петербург
- (1903)
- Міст через річку Мсту, Боровичі (1905)
- Палацовий міст через річку Неву в Санкт-Петербурзі (1912—1916)
- Міст через річку Волгу близько Казані (1911—1913)
- Міст через річку Волгу близько Симбірська (1913—1916)
- Міст через р. Нарва в м. Нарва
- Радиомачта щогла висотою 123 м, Бабіце недалеко від Варшави (1923)
- Залізничний міст в р. Сандомир (1927)
- Залізничний міст через р. Брда (1927)
- Центральний залізничний вокзал у Варшаві (1932—1939)
- Ангари аеропорту у Варшаві (1933)
- Реконструкція заводу Solvay близько Ярославца
- Автодорожній міст через р. Німан в Гродно (1934)
- Міст ім. Юзефа Пілсудського в Кракові через річку Віслу (1934)
- Залізничний міст через річку Дрвенцу (1936)
- Автодорожній міст ім. Ридз-Сміглого через річку Віслу у р. Влоцлавек (1937)
- Міст в р. Вроцлав (1937)
- Залізнично-автомобільний міст ім. Легіонів Пілсудського через річку Віслу, Плоцьк (1938)

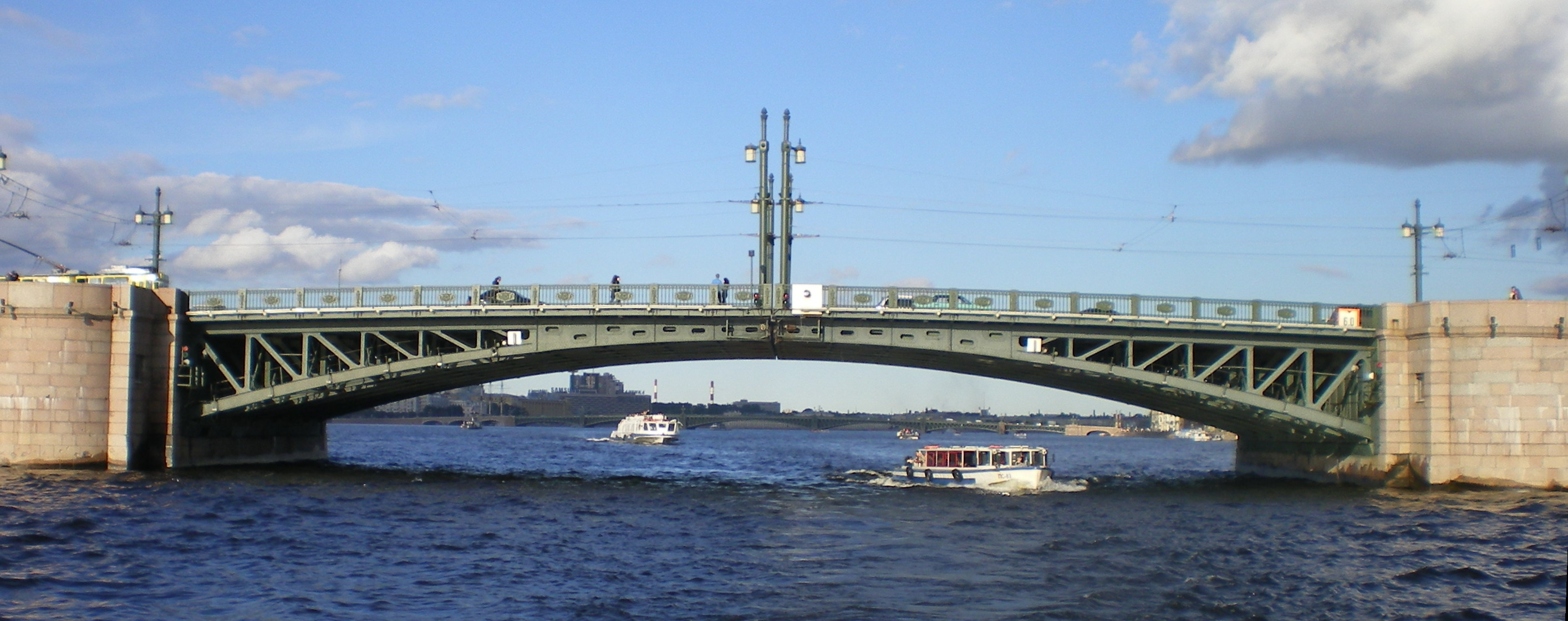
Розвідний проліт Палацового мосту в Санкт-Петербурзі
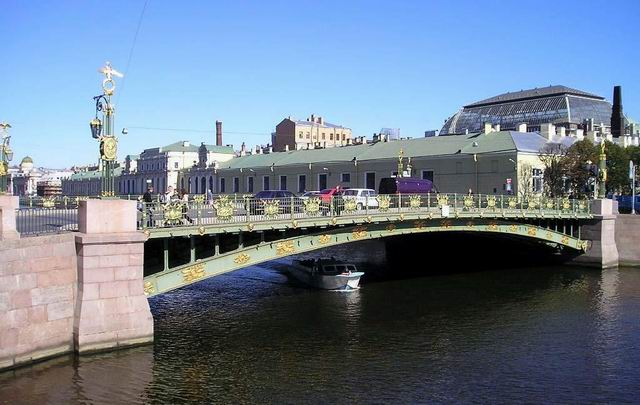
Пантелеймонівський міст у Санкт-Петербурзі
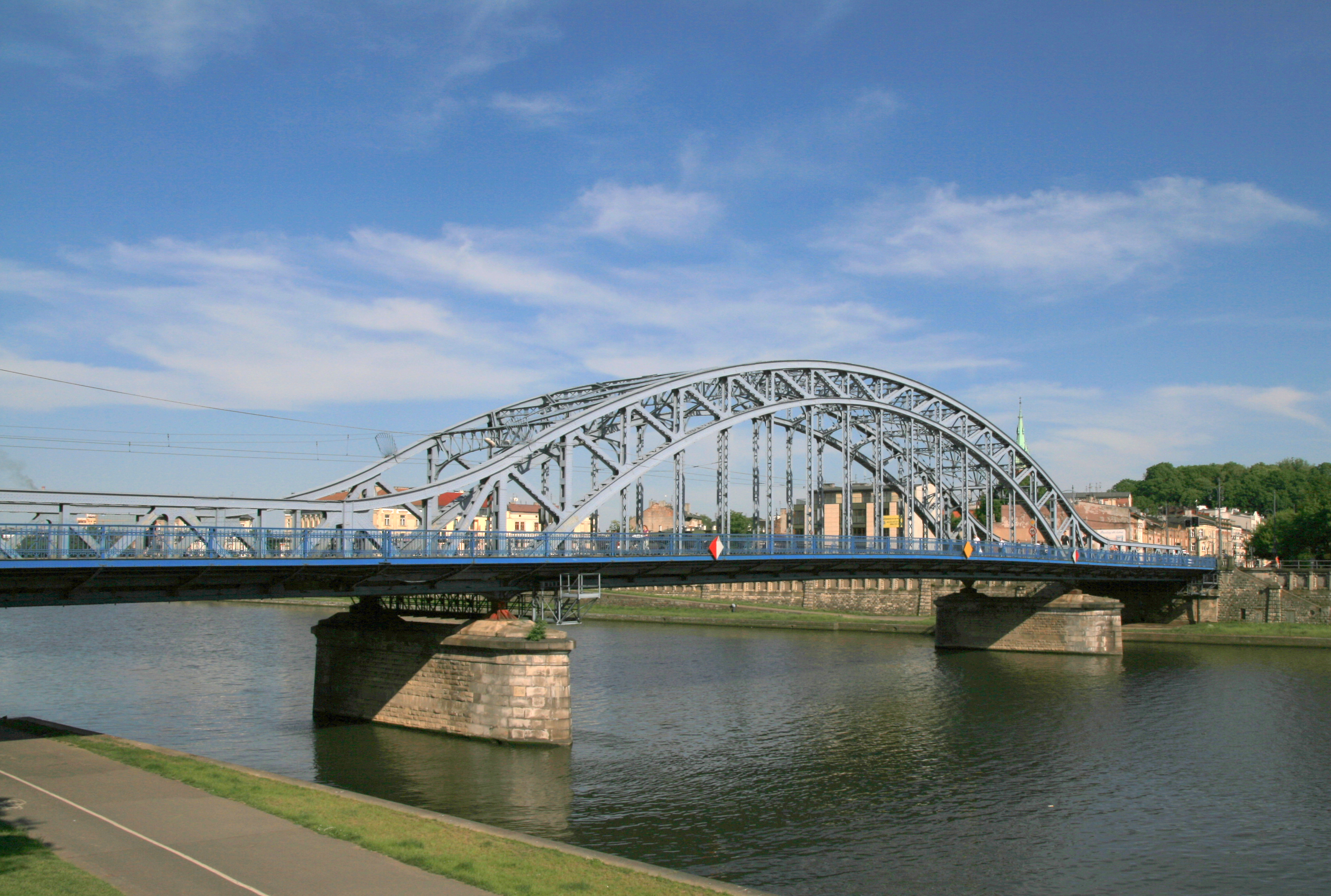
міст ім. Пілсудського в Кракові
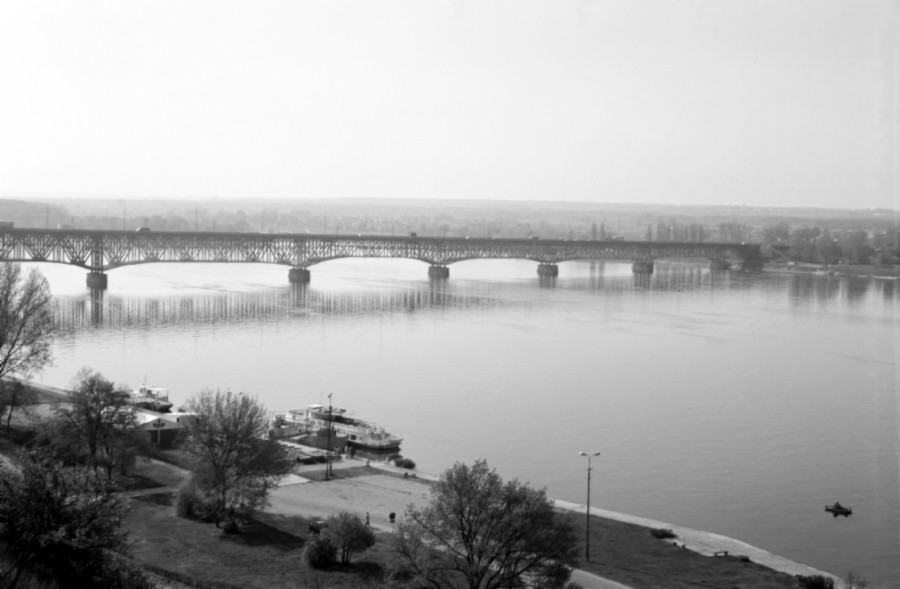
міст ім. Легіонів Пілсудського в Плоцьку
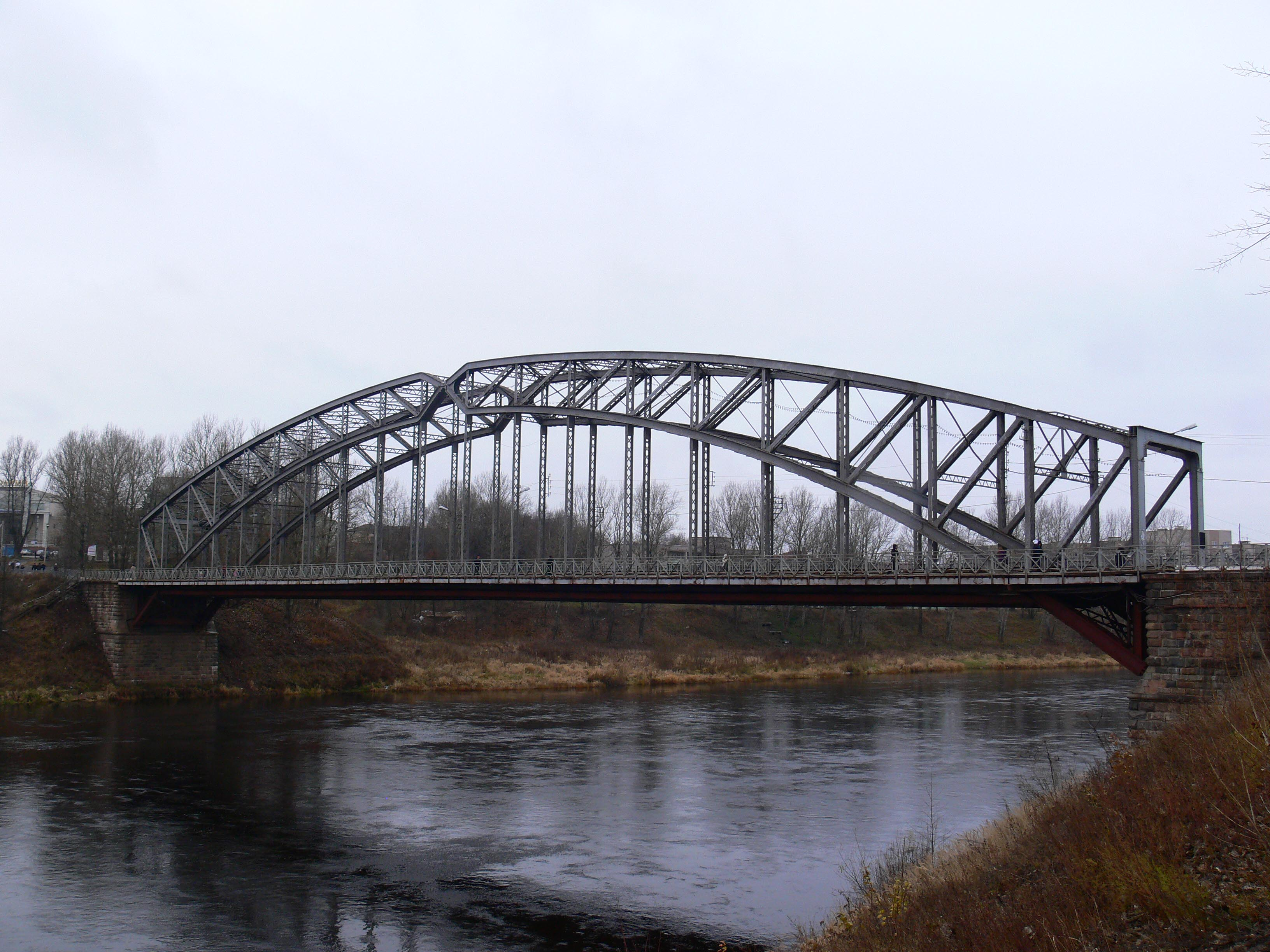
міст в Боровичах